# 蟹甲町
蟹甲町（かにこうちょう）は、愛知県日進市の町名。5の小字が存在する。

## 地理
日進市中央部に位置し、東は藤枝町、西は野方町、南は折戸町・東山、北は本郷町に接する。
市制施行前は「蟹甲新田」と呼ばれていた。『尾張国地名考』によると、「蟹甲」はかつては「がんのこ」と発音されることもあり、「雁甲」や「雁子」とも表記されていた。
日進村発足時に当地に村役場が置かれ、以来周辺に公共施設が立ち並ぶようになった。現在も日進市役所をはじめとして、日進市における行政の中心地域となっているほか、農地も残っている。

### 河川
- 天白川（本郷橋・中央橋・新本郷橋）

### 字一覧
出典 : 
- 家布（いえふ）
- 池下（いけした）
- 浅間下（せんげんした）
- 中島（なかじま）
- 中屋敷（なかやしき）

## 歴史
愛知郡蟹甲新田村を前身とする。江戸期は藤枝村の枝郷として存在していた。宝暦8年の資料に庄屋の名が見られ、その頃から村に準じた扱いになっていたとされる。

### 町名の由来
『日進町誌』には、町域の形状が蟹の甲羅のような形をしていることに由来すると思われるが定かではない旨記載されている。

### 沿革
- 1873年（明治6年）4月 - 藤枝村の一部より、蟹甲新田村として分立[4][3]。
- 1889年（明治22年）10月1日 - 町村制施行・合併に伴い、愛知郡香久山村大字蟹甲新田となる[3]。
- 1906年（明治39年）5月10日 - 香久山村が岩崎村、白山村と合併して日進村が成立し、同村大字蟹甲新田となる[3]。
- 1958年（昭和33年）1月1日 - 町制施行に伴い、日進町大字蟹甲新田となる[3]。
- 1991年（平成3年）9月17日 - 一部が東山となる[5]。
- 1994年（平成6年）10月1日 - 市制施行に伴い、日進市蟹甲町に改称[6][7]。

## 世帯数と人口
2019年（令和元年）7月1日現在の世帯数と人口は以下の通りである。
| 町丁   | 世帯数  | 人口  |
| ------ | ------- | ----- |
| 蟹甲町 | 153世帯 | 361人 |

### 人口の変遷
国勢調査による人口の推移
| 1995年（平成7年）  | 524人 | [ WEB 6 ]  |  |
| 2000年（平成12年） | 459人 | [ WEB 7 ]  |  |
| 2005年（平成17年） | 454人 | [ WEB 8 ]  |  |
| 2010年（平成22年） | 423人 | [ WEB 9 ]  |  |
| 2015年（平成27年） | 385人 | [ WEB 10 ] |  |
| 2020年（令和2年）  | 347人 | [ WEB 11 ] |  |

## 学区
市立小・中学校に通う場合、学区は以下の通りとなる。また、公立高等学校に通う場合の学区は以下の通りとなる。
| 字・番地等                             | 小学校           | 中学校               | 高等学校 |
| -------------------------------------- | ---------------- | -------------------- | -------- |
| 浅間下の一部                           | 日進市立東小学校 | 日進市立日進東中学校 | 尾張学区 |
| 家布、池下、中島、中屋敷、浅間下の一部 | 日進市立南小学校 | 日進市立日進中学校   | 尾張学区 |

## 施設
- 日進市役所

本庁舎、北庁舎、南庁舎で構成される。本庁舎は、日進町時代の1979年（昭和54年）に新たな町役場として竣工した建物。
北庁舎は、もとは1962年（昭和37年）に竣工した先代の町役場庁舎で、地上3階建て。庁舎移転後の1980年（昭和55年）に日進町社会文化センター、1989年（平成元年）からは日進町立図書館（日進市立図書館）となり、図書館移転後の2011年（平成23年）からは市役所北庁舎として使用されている。
- 日進市シルバー人材センター

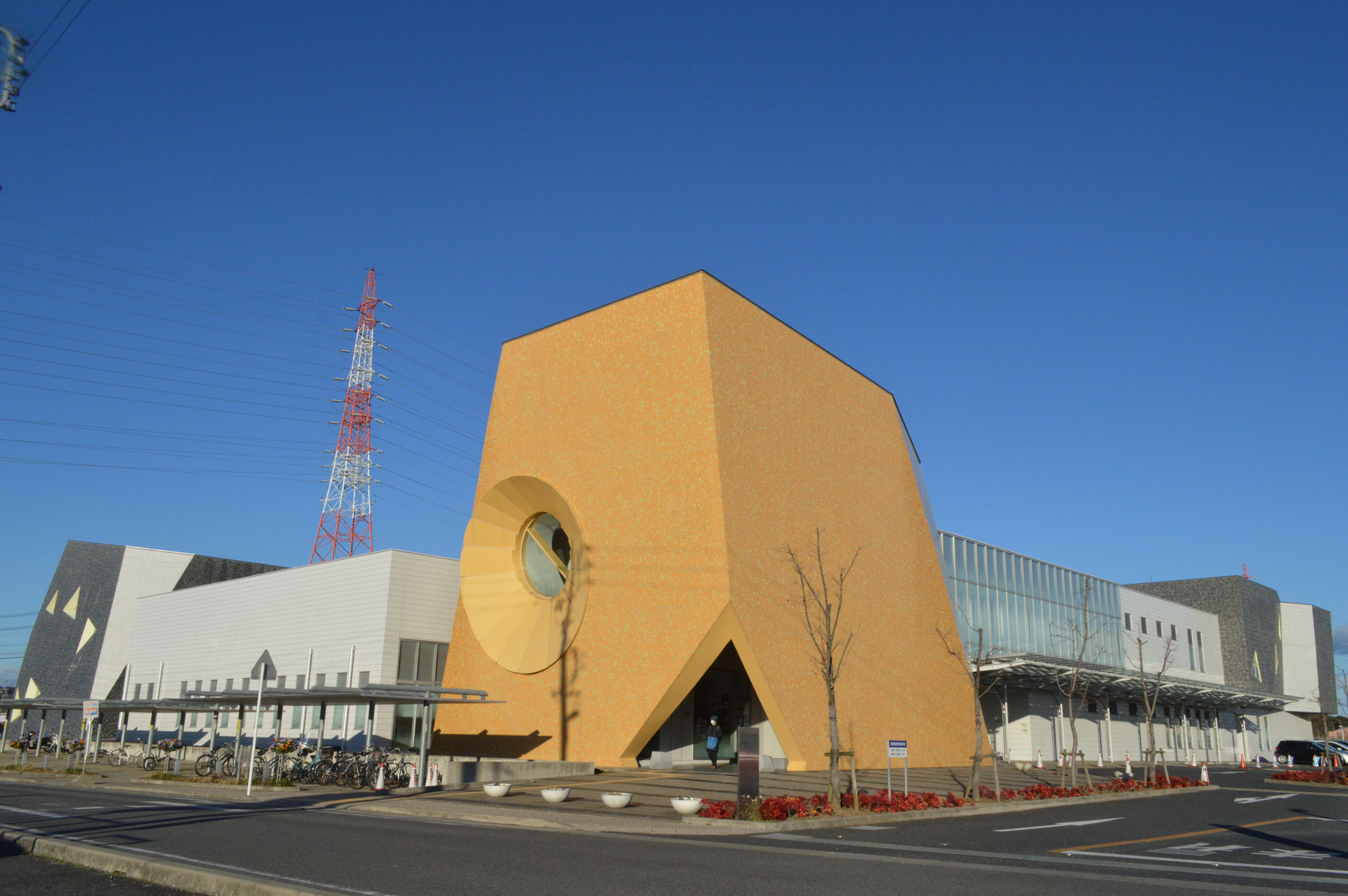
日進市立図書館
- 日進市中央福祉センター
- 日進市中央環境センター（エコドーム）
- 日進市商工会議所
- にぎわい交流館
- 日進郵便局
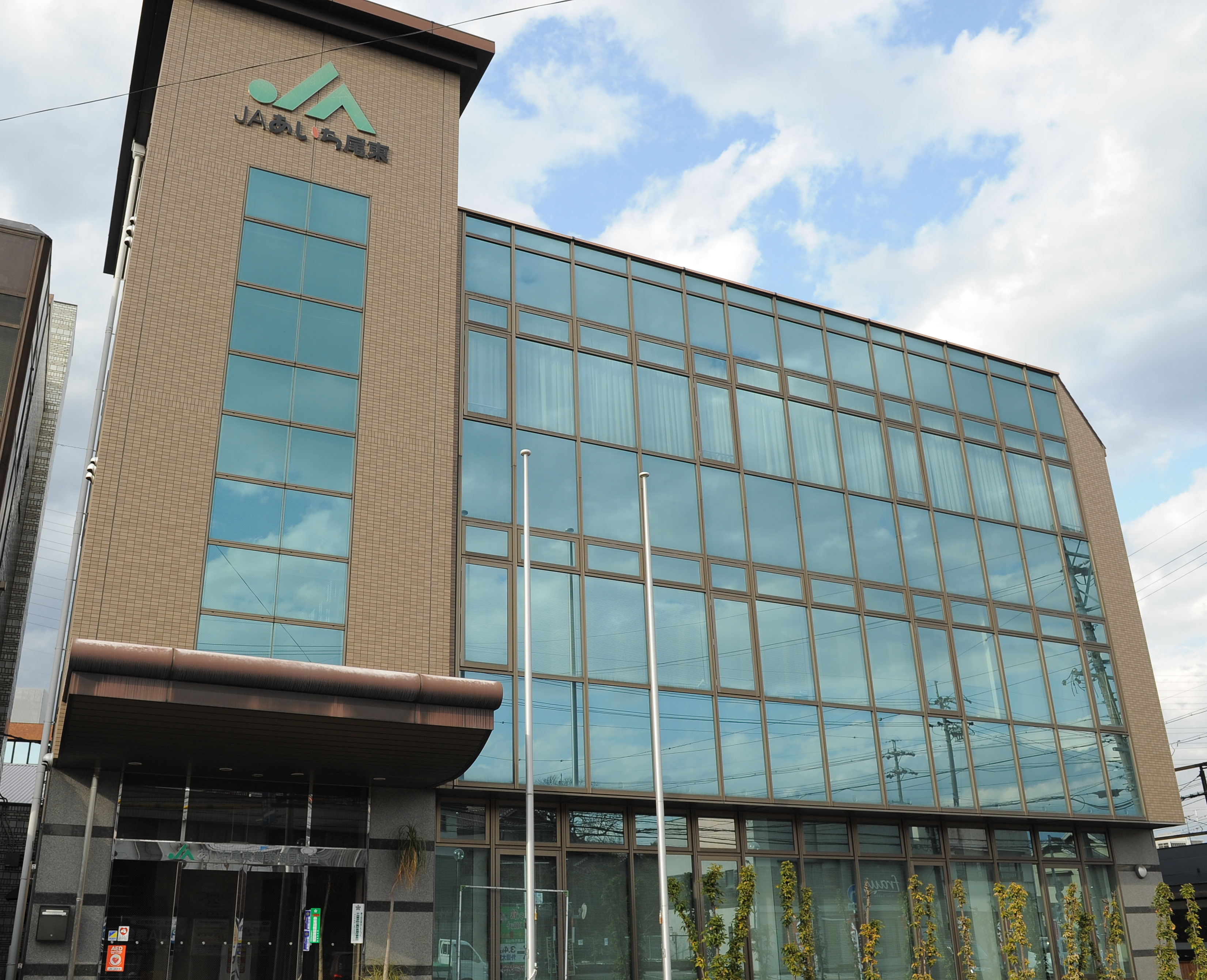
JAあいち尾東本店・日進支店
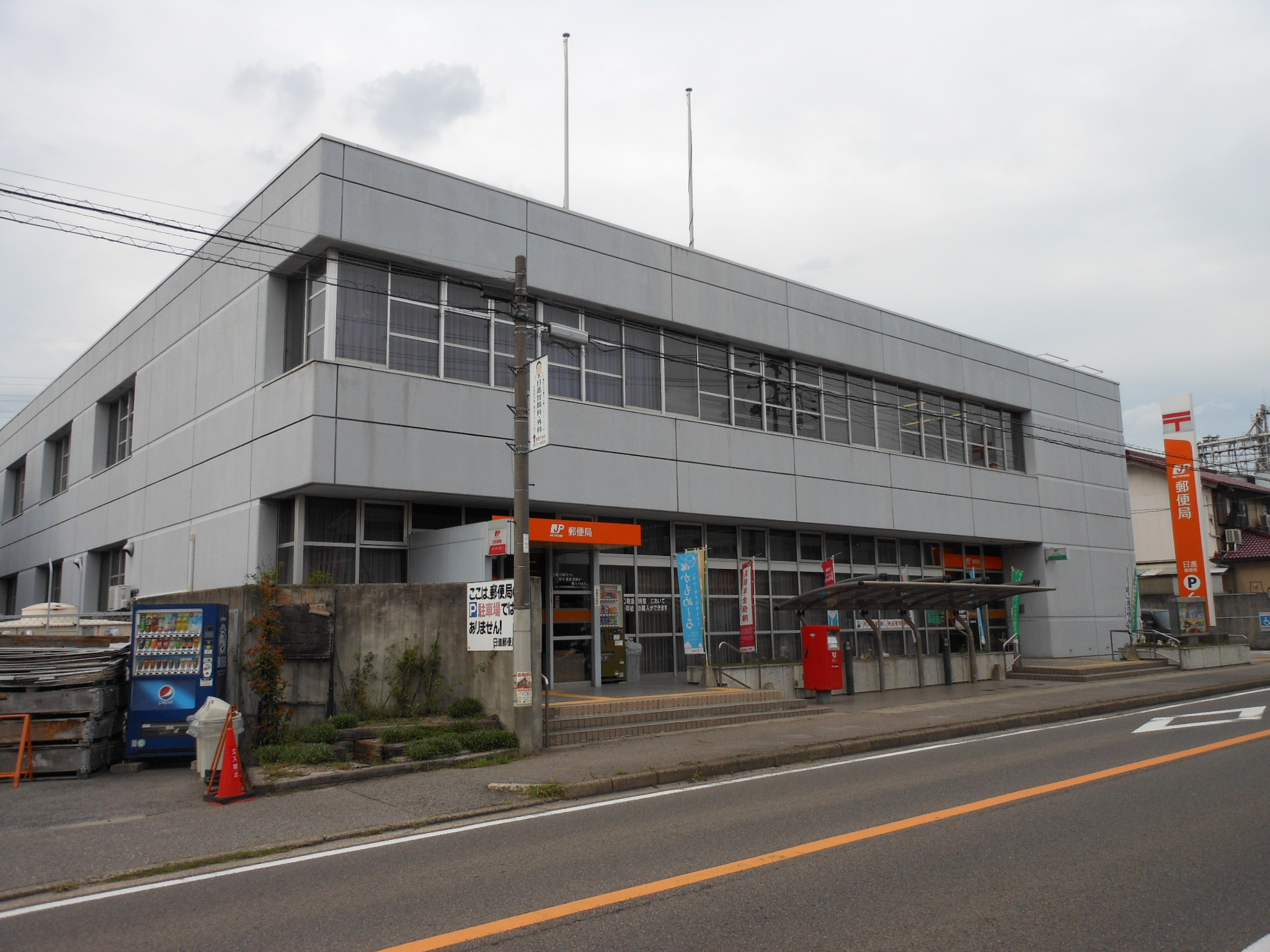
日進郵便局

- 名古屋銀行日進支店
- 中部電力パワーグリッド蟹甲変電所
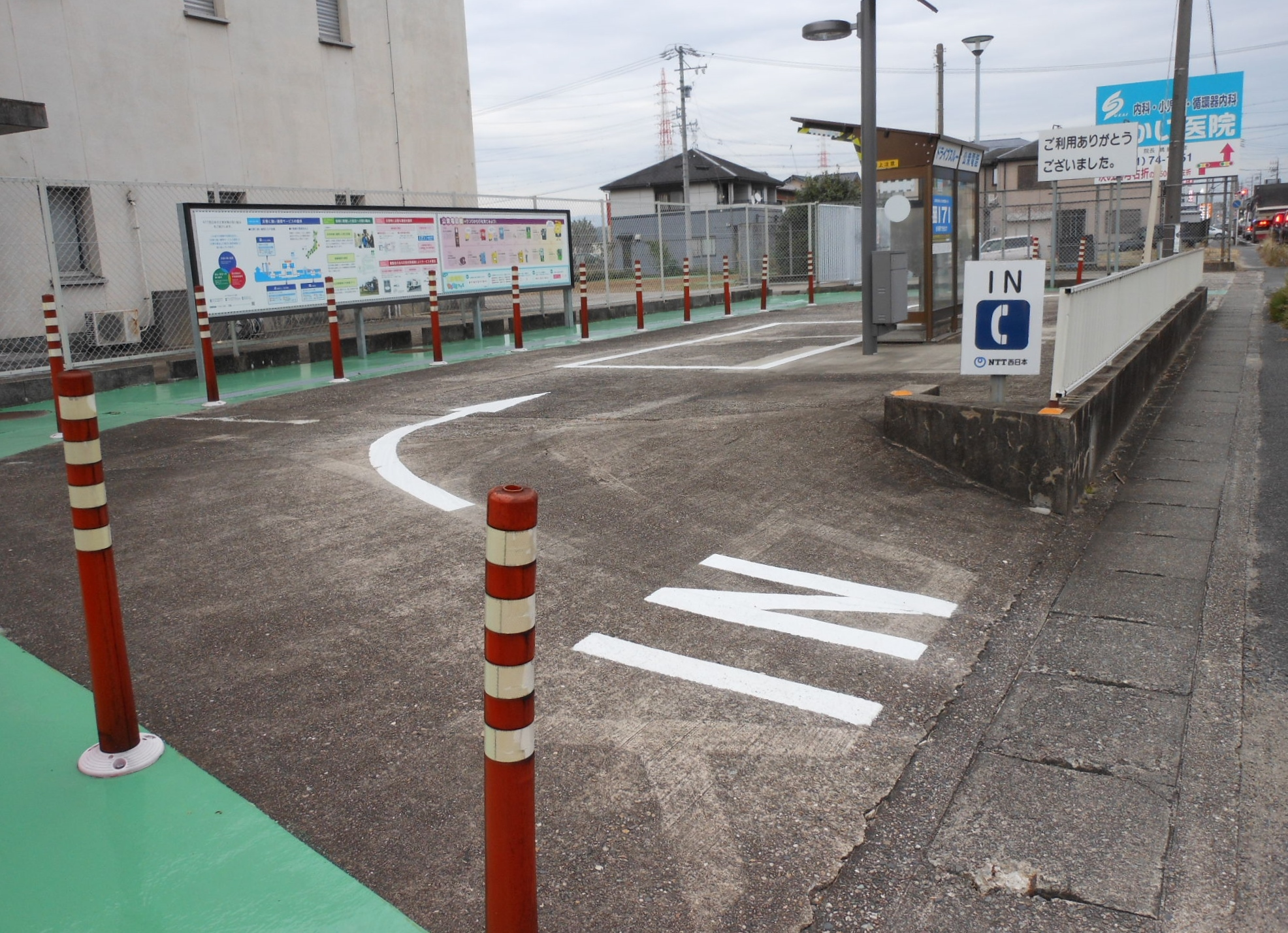
NTT西日本日進電話交換所
- 日進市スポーツセンター
- 伊藤ダンボール工業所日進工場
- 光明寺

曹洞宗の寺院。本尊は釈迦牟尼仏。香久山村時代には村役場として使用された。
- 日進市立図書館
- JAあいち尾東本店
- 日進郵便局
- NTT日進電話交換所にあるドライブスルー公衆電話

## 交通
- 愛知県道57号瀬戸大府東海線
- 愛知県道58号名古屋豊田線（飯田街道）

## その他

### 日本郵便
- 郵便番号 : 470-0122[WEB 3]（集配局：日進郵便局[WEB 14]）。

### WEB
1. ↑  “愛知県日進市の町丁・字一覧”.   人口統計ラボ. 2019年8月7日閲覧。
2. 1 2  “人口と世帯数 - 3 町別人口及び世帯数 - 町別人口及び世帯数（令和元年7月1日現在）”.   日進市 (2019年7月22日). 2019年8月7日閲覧。
3. 1 2  “蟹甲町の郵便番号”.  日本郵便. 2019年7月22日閲覧。
4. ↑  “市外局番の一覧”.   総務省. 2019年6月24日閲覧。
5. ↑  “愛知県日進市蟹甲町 - Yahoo!地図”. 2017年1月22日閲覧。
6. ↑  “平成7年国勢調査の調査結果(e-Stat) - 男女別人口及び世帯数 －町丁・字等”.   総務省統計局 (2014年3月28日). 2019年3月23日閲覧。
7. ↑  “平成12年国勢調査の調査結果(e-Stat) - 男女別人口及び世帯数 －町丁・字等”.   総務省統計局 (2014年5月30日). 2019年3月23日閲覧。
8. ↑  “平成17年国勢調査の調査結果(e-Stat) - 男女別人口及び世帯数 －町丁・字等”.   総務省統計局 (2014年6月27日). 2019年3月23日閲覧。
9. ↑  “平成22年国勢調査の調査結果(e-Stat) - 男女別人口及び世帯数 －町丁・字等”.   総務省統計局 (2012年1月20日). 2019年3月23日閲覧。
10. ↑  “平成27年国勢調査の調査結果(e-Stat) - 男女別人口及び世帯数 －町丁・字等”.   総務省統計局 (2017年1月27日). 2019年3月23日閲覧。
11. ↑  “令和2年国勢調査の調査結果(e-Stat) - 男女別人口，外国人人口及び世帯数－町丁・字等”.   総務省統計局 (2022年2月10日). 2025年1月25日閲覧。
12. ↑  “日進市立小中学校通学区域”.   日進市. 2019年3月1日閲覧。
13. ↑  “平成29年度以降の愛知県公立高等学校（全日制課程）入学者選抜における通学区域並びに群及びグループ分け案について”.   愛知県教育委員会 (2015年2月16日). 2019年1月14日閲覧。
14. ↑  “郵便番号簿 2018年度版” (PDF).   日本郵便. 2019年6月10日閲覧。

### 書籍
1. ↑  「角川日本地名大辞典」編纂委員会 1989, p. 1848.
2. 1 2  日進町誌編纂委員会 1983, p. 102.
3. 1 2 3 4 5  「角川日本地名大辞典」編纂委員会 1989, p. 394.
4. ↑  日進町誌編纂委員会 1983, p. 104.
5. ↑  『広報にっしん No.247』日進町、1991年8月1日。
6. ↑  『広報にっしん No.281』日進町、1994年7月1日、28頁。
7. ↑  『新しい住所表示と変更手続き（特別付録 新旧町名早見表）』日進町、1994年。
8. ↑  日進町誌編纂委員会 1983, p. 431.